# Saint-Germain-du-Seudre
Saint-Germain-du-Seudre är en kommun i departementet Charente-Maritime i regionen Nouvelle-Aquitaine i västra Frankrike. Kommunen ligger  i kantonen Saint-Genis-de-Saintonge som ligger i arrondissementet Jonzac. År 2022 hade Saint-Germain-du-Seudre 406 invånare.

## Befolkningsutveckling
Antalet invånare i kommunen Saint-Germain-du-Seudre
Referens:INSEE